# Lucky You (Lied)
Lucky You (englisch für „Du Glückspilz“) ist ein Lied des US-amerikanischen Rappers Eminem, das am 31. August 2018 auf seinem zehnten Studioalbum Kamikaze veröffentlicht wurde. Der Song ist eine Zusammenarbeit mit dem Rapper Joyner Lucas. Er erreichte die Top 10 der Charts in Australien, Kanada, Finnland, Griechenland, Irland, Neuseeland, Norwegen, Portugal, Schweden, der Schweiz, dem Vereinigten Königreich und den Vereinigten Staaten.

## Inhalt
Im Song erzählen Eminem und Joyner Lucas aus verschiedenen Perspektiven über ihre Erfolge und die Grammys. Lucas meint, dass egal, was er sagt und wie gut er sein wird, er niemals einen Grammy erhalten wird. Er greift auch die neue Rap-Generation an. Ihm sei es egal, wie viel sie verkaufen würden, es würde für ihn nichts bedeuten, solange man keinen anständigen Text schreiben würde. Marshall erzählt von seiner Geschichte, wie er aus einem Trailerpark in Detroit an die Spitze gekommen ist. Er habe für den Erfolg und die Aufmerksamkeit seine Seele „verkauft“. Nach der langen Pause und Revival sei er in einer komischen Welt „aufgewacht“ voller schlechter Rapper, die mit Ghostwritern Grammys gewinnen würden.

## Produktion
Der Beat des Liedes besteht aus zwei verschiedenen Teilen. Der erste Teil wurde von den Musikproduzenten Boi-1da und Jahaan Sweet produziert, während Illa da Producer den zweiten Teil erstellte. Eminem selbst übernahm die ergänzende Produktion.

## Musikvideo
Am 10. September 2018 kündigte Eminem auf diversen Social-Media-Plattformen an, dass am 12. September 2018 ein Musikvideo zum Song Lucky You veröffentlicht wird. Im 15-sekündigen Teaser waren fallende Menschen in schwarzen Hoodies erkennbar. Am 12. September 2018 stellte Eminem erneut ein kurzes Video online und erwähnte, dass das Video doch erst am 13. September 2018 erscheinen werde.
Im Musikvideo sind Eminem und Joyner Lucas in Kampfwesten zu sehen. Sie ziehen durch die Ruinen einer Stadt. In einer einminütigen Pause, formiert sich eine Gruppe schwarzgekleideter Menschen, die die beiden einkreisen. Sie geben den Anschein, alles zu kopieren, was die beiden Rapper tun würden. Dies soll eine Anspielung auf die Mumble-Rapper sein, die alles nachahmen, was bekanntere Rapper machen. Das Video endet mit dem Verlassen der Meute durch die beiden Rapper.

## Preise
Bei den Grammy Awards 2019 wurde Lucky You in der Kategorie Best Rap Song nominiert, unterlag jedoch dem Lied God’s Plan von Drake.

## Kommerzieller Erfolg

### Chartplatzierungen
| ChartsChartplatzierungen       | Höchstplatzierung | Wochen |
| ------------------------------ | ----------------- | ------ |
| Deutschland (GfK)              | 19 (6 Wo.)        | 6      |
| Österreich (Ö3)                | 13 (7 Wo.)        | 7      |
| Schweiz (IFPI)                 | 2 (9 Wo.)         | 9      |
| Vereinigte Staaten (Billboard) | 6 (14 Wo.)        | 14     |
| Vereinigtes Königreich (OCC)   | 6 (9 Wo.)         | 9      |

### Auszeichnungen für Musikverkäufe
Am 18. September 2018 wurde das Lied in Kanada mit einer Goldenen Schallplatte ausgezeichnet. 22 Tage später, am 10. Oktober 2018, erhielt es für mehr als 80.000 verkaufte Exemplare eine Platin-Schallplatte. Im Vereinigten Königreich wurde es im August 2022 mit Platin für über 600.000 Verkäufe ausgezeichnet. Im Jahr 2022 wurde das Lied für mehr als drei Millionen Verkäufe in den Vereinigten Staaten mit einer dreifachen Platin-Schallplatte ausgezeichnet.
| Land/Region                  | Auszeichnungen für Musikverkäufe (Land/Region, Auszeichnung, Verkäufe) | Verkäufe  |
| ---------------------------- | ---------------------------------------------------------------------- | --------- |
| Australien (ARIA)            | 4× Platin                                                              | 280.000   |
| Brasilien (PMB)              | 2× Platin                                                              | 80.000    |
| Dänemark (IFPI)              | Gold                                                                   | 45.000    |
| Finnland (IFPI)              | 2× Platin                                                              | 80.000    |
| Frankreich (SNEP)            | Gold                                                                   | 100.000   |
| Italien (FIMI)               | Gold                                                                   | 25.000    |
| Kanada (MC)                  | Platin                                                                 | 80.000    |
| Neuseeland (RMNZ)            | 2× Platin                                                              | 60.000    |
| Österreich (IFPI)            | Gold                                                                   | 15.000    |
| Portugal (AFP)               | Platin                                                                 | 10.000    |
| Vereinigte Staaten (RIAA)    | 3× Platin                                                              | 3.000.000 |
| Vereinigtes Königreich (BPI) | Platin                                                                 | 600.000   |
| Insgesamt                    | 4× Gold · 16× Platin ·                                                 | 4.375.000 |

Hauptartikel: Eminem/Auszeichnungen für Musikverkäufe